# شراب تابستان
شراب تابستان (انگلیسی: The Wine of Summer) یک فیلم درام عاشقانه اسپانیایی است که در سال ۲۰۱۳ منتشر شد.
تصویربرداری فیلم در اکتبر ۲۰۱۱ در بارسلون و اورکا، کالیفرنیا صورت پذیرفت.

## بازیگران
- السا پاتاکی
- سونیا براگا
- اتان پک
- نایوا نیمری
- باب ولز
- مارسیا گی هاردن
- کلسی چو